# Ministerie van Koloniën (Den Haag)
Het gebouw van het Ministerie van Koloniën aan het Plein in Den Haag is ontworpen door rijksbouwmeester Willem Rose en gebouwd tussen 1859 en 1861. Het pand maakt nu deel uit van het complex van de Tweede Kamer. Het is het eerste als ministerie gebouwde gebouw in Nederland.

## Geschiedenis
Het gebouw was speciaal voor het Nederlandse Ministerie van Koloniën ontworpen. Het gebouw werd als een van de eerste gebouwen in Nederland in de stijl van het eclecticisme ontworpen. Het kreeg de vorm van een ‘E’, waardoor aan de achterzijde buitenruimten ontstonden waar de gangen op uitkeken. In 1883 werd het gebouw uitgebreid. De plattegrond werd aan de achterzijde gesloten, zodat de buitenruimten binnenplaatsen werden. Tien jaar later volgde een tweede uitbreiding. Zo kreeg het gebouw zijn huidige grondvorm.
In 1915 werd achter het gebouw nog een bijgebouw gebouwd voor het ministerie. Dit L-vormige gebouw sluit aan op het Binnenhof en werd daarom in de stijl van het Binnenhof vormgegeven. In de eerste helft van de twintigste eeuw is het hoofdgebouw gerenoveerd. Rijksbouwmeester Cees Bremer verwijderde de hoofdtrap en verving deze voor een lift en bordestrap. Verschillende bouwdelen werden dichtgebouwd waardoor het gebouw vrij donker werd aan de binnenkant.

In 1959 werd het ministerie van Koloniën opgeheven, waarna het Ministerie van Binnenlandse Zaken het gebouw in gebruik nam. Het werd in 1978 aangewezen als rijksmonument. In de jaren 80 is het gebouw in gebruik genomen door de Tweede Kamer. De architecten Cees Dam en Johan Goudeau renoveerden het gebouw. Bij de restauratie in 1981 werd boven de deuringang een bekende uitspraak van Jan Pieterszoon Coen uit 1618 aangetroffen:
Daer can in Indië wat groots verrigt worden
 In de jaren 90 pasten Pi de Bruijn en Askon Eden het gebouw verder aan.

## Regentenkamer

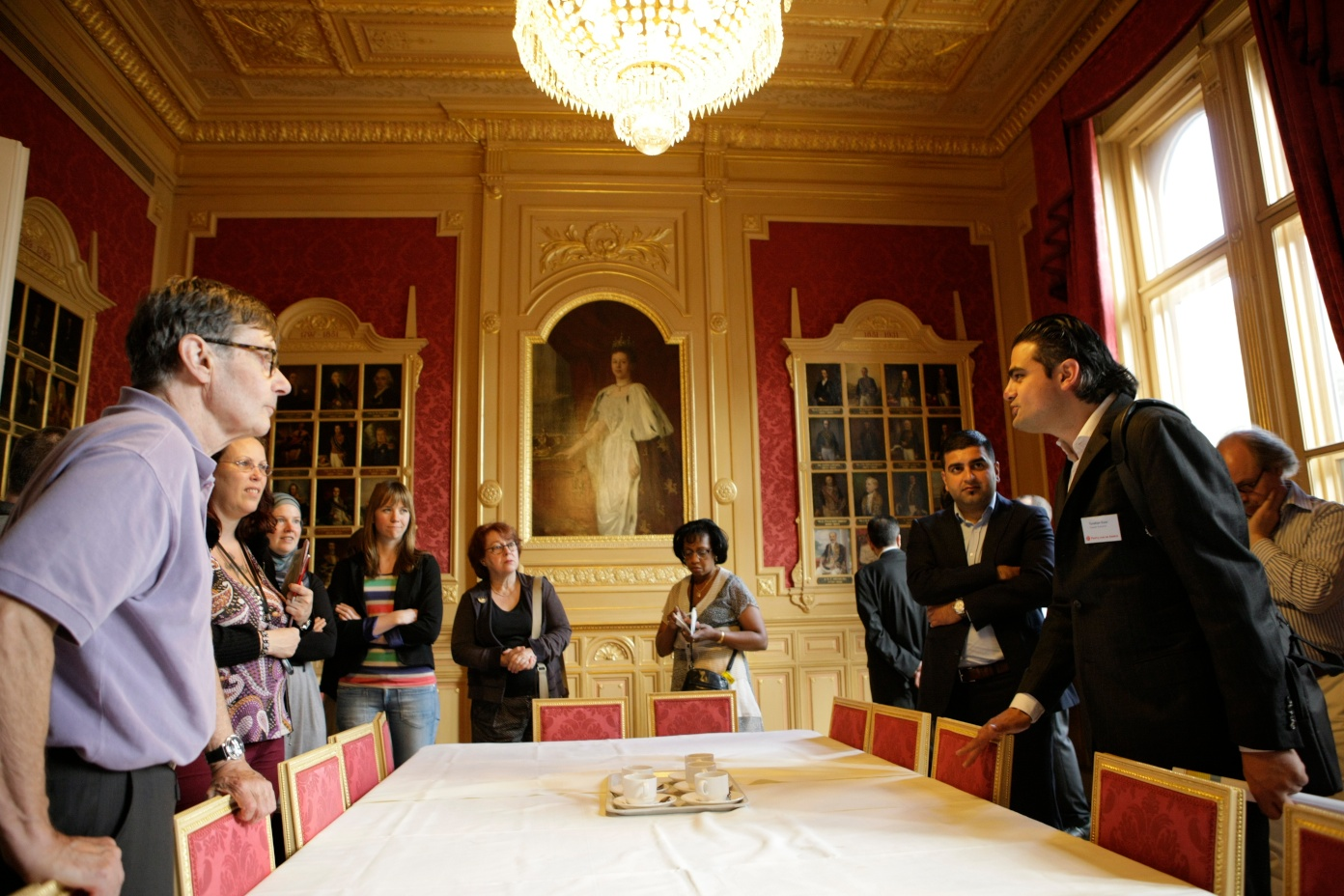
Regentenkamer in 2013

De regentenkamer in het gebouw bevat portretten van 66 gouverneurs-generaal van Nederlands-Indië. In het plafond zijn wapenschilden aangebracht van Batavia, Tegal, Makassar en Soerabaja.